# 布里代
布里代（法語：Bourideys）是法国吉伦特省的一个市镇，属于朗贡区（Langon）维朗德罗县（Villandraut）。该市镇总面积48.44平方公里，2009年时的人口为90人。

## 人口
布里代人口变化图示